# Zoologe
Ein Zoologe betreibt Zoologie als Wissenschaft.
Die wissenschaftliche Arbeit kann sowohl im Freiland, im Labor, im Museum, im Zoo als auch in Kombinationen hiervon durchgeführt werden.
Die meisten Zoologen haben heute Biologie als Studienfach studiert. Aber auch Tierärzte, Forstwissenschaftler und Geographen arbeiten zum Teil als Zoologen.
Bevor die Biologie bzw. die Zoologie und die Botanik als eigene Wissenschaftszweige etabliert waren, waren viele Zoologen und Biologen studierte Mediziner.

## Bekannte Zoologen und Zoologinnen
Auswahl von Zoologen und Zoologinnen aus unterschiedlichen Teilbereichen, die Artikel in mehreren Sprachversionen aufweisen.
- Georg Birukow (1910–1985)
- Alfred Brehm (1829–1884)
- Palisot de Beauvois (1752–1820)
- Hans von Boetticher (1886–1958)
- Paul Buchner (1886–1978)
- Adolf Bückmann (1900–1993)
- Detlef Bückmann (1927–2024)
- Csaba Csuzdi (* 1959)
- Charles Darwin (1809–1882)
- Heinrich Dathe (1910–1991)
- Richard Dawkins (* 1941)
- Amalie Dietrich (1821–1891)
- Anton Dohrn (1840–1909)
- Irenäus Eibl-Eibesfeldt (1928–2018)
- Antal Festetics (* 1937)
- Dian Fossey (1932–1985)
- Karl von Frisch (1886–1982)
- Jane Goodall (* 1934)
- Birutė Galdikas (* 1946)
- Bernhard Grzimek (1909–1987)
- Hans Hass (1919–2013)
- Bernhard Hassenstein (1922–2016)
- Ernst Haeckel (1834–1919)
- Oskar Heinroth (1871–1945)
- Willi Hennig (1913–1976)
- Oscar Hertwig (1849–1922)
- Richard von Hertwig (1850–1937)
- Richard Heymons (1867–1943)
- Alfred Kühn (1885–1968)
- Jean-Baptiste de Lamarck (1744–1829)
- Georges-Louis Leclerc de Buffon (1707–1788)
- Carl von Linné (1707–1778)
- Rudolf Leuckart (1822–1898)
- Louis Leakey (1903–1972)
- Richard Leakey (1944–2022)
- Samuel L. Leonard (1905–2007)
- Konrad Lorenz (1903–1989)
- Ernst Mayr (1904–2005)
- Johann Friedrich Theodor Müller (1822–1897)
- Robert Mertens (1894–1975)
- Johannes Müller (1801–1858)
- Thomas Hunt Morgan (1866–1945)
- Frej Ossiannilsson (1908–1995)
- Peter Simon Pallas (1741–1811)
- Rupert Riedl (1925–2005)
- Friedrich Ris (1867–1931)
- Ronald Ross (1857–1932)
- Emil Racoviță (1868–1947)
- Étienne Geoffroy Saint-Hilaire (1772–1844)
- Karl Friedrich Schimper (1803–1867)
- Theodor Schwann (1810–1882)
- Giovanni Antonio Scopoli (1723–1788)
- Hans Spemann (1869–1941)
- Nikolaas Tinbergen (1907–1988)
- Maximilian zu Wied-Neuwied (1782–1867)
- Erwin Stresemann (1889–1972)
- August Thienemann (1882–1960)
- Edward O. Wilson (1929–2021)